# 和深ゆあな
和深 ゆあな（かずみ ゆあな、3月25日-　）は、日本の女性イラストレーター、漫画家である。B型。徳島県出身。

## 作品リスト

### 漫画
- 空夢のうた（あすかコミックス 全1巻 2001年5月）
- ひゃくまんつぶの涙 〈上巻〉（あすかコミックス　2002年5月）
- ひゃくまんつぶの涙 〈下巻〉（あすかコミックス　2002年5月）
- ふかい眠りの花 （あすかコミックス 全2巻 2003年1月 - 2003年8月）
- ハルハナ（あすかコミックス　全3巻　2004年3月 - 2005年4月）
- カチン・コ（あすかコミックス 全2巻 2005年12月 - 2006年4月）
- 惑星ドロップス（あすかコミックス 全2巻 2007年1月 - 2008年8月）
- メリクロンの涙 （プリンセスコミックス 全2巻 2010年7月 - 2010年11月）
- だから金田は恋ができない（ARIAコミックス 全2巻 2012年5月 - 2012年7月）
- 人魚の王子さま ～マーメイド・プリンス～（ゼノンコミックス 全4巻 2014年6月 - 2015年11月）

### イラスト
- エデン―少年たちの創世記（コバルト文庫 著：花衣 沙久羅 2001年9月）
- エデン―光と闇の詩（コバルト文庫 著：花衣 沙久羅 2001年11月）
- エデン―明日への翼（コバルト文庫 著：花衣 沙久羅 2002年6月）